# Castèlnòu de Guèrs
Castèlnòu de Guèrs (en francès Castelnau-de-Guers) és un municipi occità del Llenguadoc, situat al departament de l'Erau, a la regió d'Occitània.

## Patrimoni cultural
- Palau, residència dels barons de Guèrs, gaire destruït durant la Revolució. No es pot datar amb precisió, però la capella del palau, la capella de Saint Jean, data del s. XII.
- Església de Saint-Sulpice, d'estil gòtic llenguadocià (s. XIII-XIV).
- Ermita de Saint-Antoine (s. XVI-XVII).

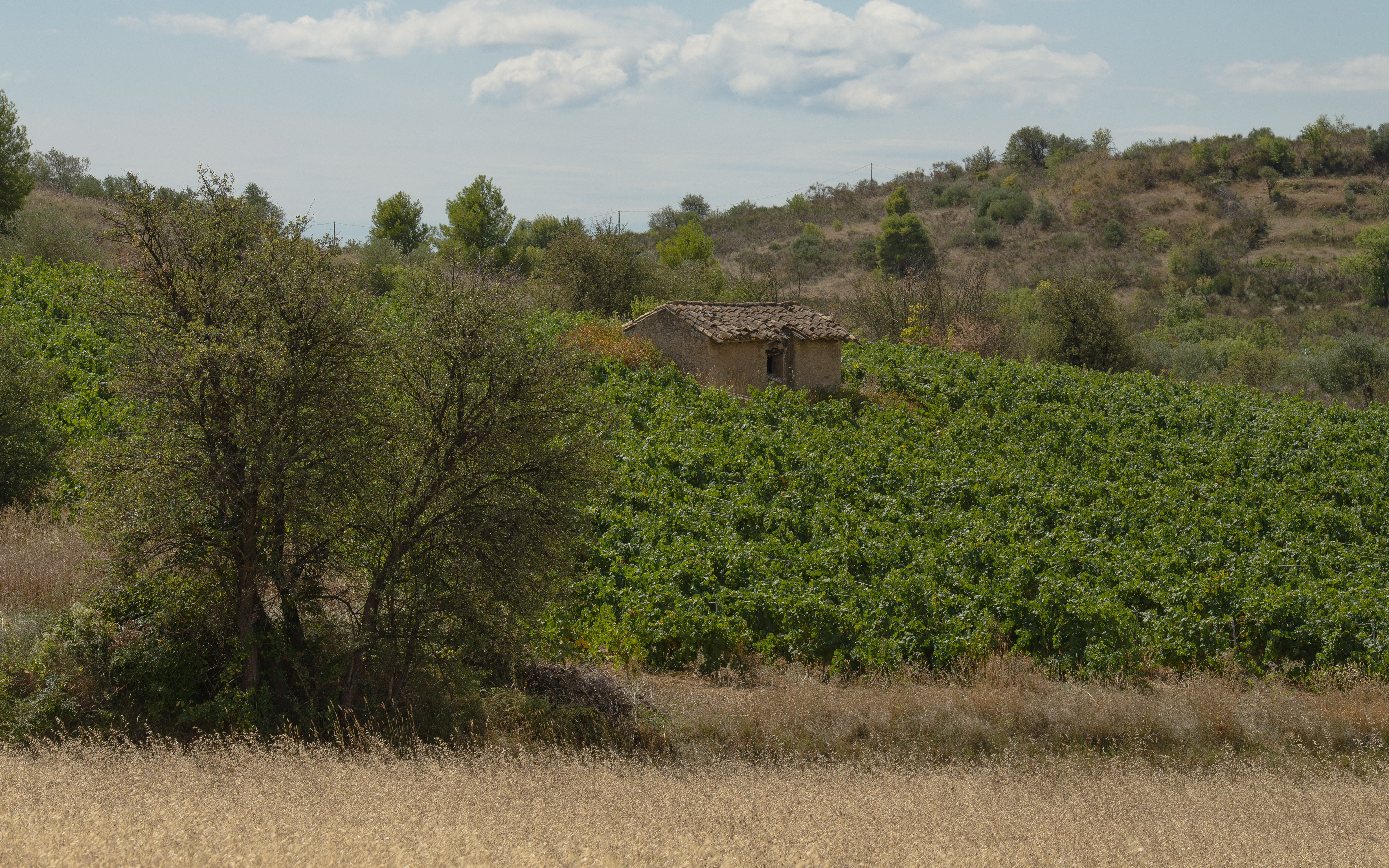